# El Viso (Almería)
El Viso es una localidad y pedanía española del municipio de Níjar, en la provincia de Almería, Andalucía. Se encuentra a unos 23 km (kilómetros) de Almería capital.
Esta pedanía se encuentra en el Campo de Níjar, y está atravesada por la carretera AL-3111.

## Economía
Su economía se basa en la agricultura intensiva de cultivo en invernadero. Hay dos tiendas, una ermita y un bar.

## Demografía
Cuenta con 606 habitantes censados.

## Entrada al Campo de Níjar
Esta localidad es una de las primeras entradas al Campo de Níjar en dirección desde Almería, encontrándose a 23 km (kilómetros) de esta misma.
- Datos: Q5823694